# Manifesto surrealista

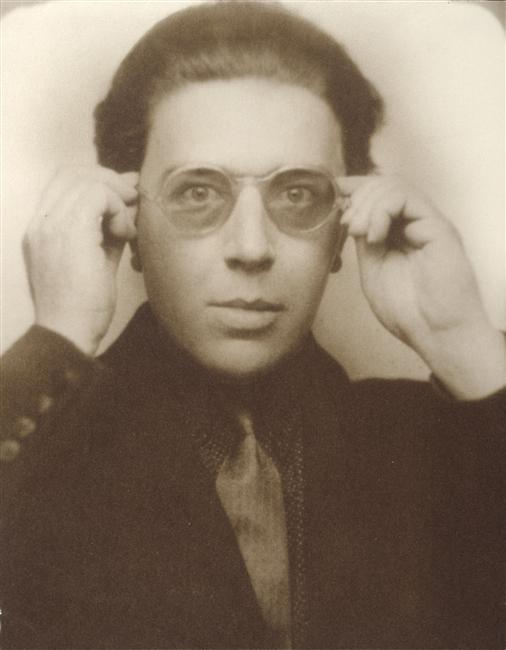
André Breton

Per Manifesto del Surrealismo (Manifeste du surréalisme) si intende il testo dichiarativo scritto da André Breton nell'autunno del 1924. Esso è in realtà meglio identificato come Primo Manifesto del Surrealismo, in quanto un secondo viene redatto nel 1930.

## Il Primo Manifesto del 1924
Tale documento letterario suggella la nascita ufficiale del surrealismo, movimento artistico che trova il suo capofila e padrino nello stesso Breton.
Con la stesura del Manifesto, come da consuetudine delle più note avanguardie, sono presentati i punti attorno ai quali si articola la poetica surrealista. Si fornisce una breve definizione da dizionario di Surrealismo, con seguenti parole:
(André Breton, Manifeste du surréalisme)
seguita da un'altra definizione da enciclopedia filosofica:
Il Surrealismo si fonda sull'idea di un grado di realtà superiore connesso a certe forme d'associazione finora trascurate, sull'onnipotenza del sogno, sul gioco disinteressato del pensiero. Tende a liquidare definitivamente tutti gli altri meccanismi psichici e a sostituirsi ad essi nella risoluzione dei principali problemi della vita 
Il Manifesto viene preceduto da una polemica, quando Breton dichiara che Simbolismo e Cubismo erano ormai superati. La polemica riguarda anche il nome del movimento, che non sarebbe stato una novità, bensì già utilizzato da Guillaume Apollinaire nella sua critica sull'Orfismo.
Il Manifesto verrà inserito come prefazione ad un testo di Breton dal titolo Poisson Soluble, una raccolta di prose delle quali 32 sono automatiche.
I temi sono: visioni oniriche, il recupero della prolifica immaginazione infantile, la malattia mentale come rivelatrice di verità, l'abolizione della logica in favore dell'automatismo (concetto d'ispirazione freudiana). La figura di Sigmund Freud ha un'enorme influenza su Breton che ne adotta le analisi psicoanalitiche sul sogno ("La psicologia è un argomento sul quale non sono disposto a scherzare" dichiara). Freud sarà l'inconsapevole profeta del Surrealismo.
Il sonno è uno stato di coscienza che viene elevato da Breton allo statuto di legittima realtà, al pari della veglia. Quest'ultima invece è vista come un fenomeno di interferenza, ipotesi per lui validata dalla presenza di lapsus ed equivoci di ogni specie, richiamanti la coscienza a prestare attenzione al subconscio, ossia la parte della coscienza più sincera e non governato dal Super-Io.
La combinazione di questi due stati genera secondo Breton una Realtà Assoluta chiamata Surrealtà.
L'automatismo, che spiega il senso stesso del Surrealismo nella definizione di apertura, è anch'esso d'ispirazione freudiana: si tratta di lasciar fluire parole o immagini senza che esse passino per il filtro dell'organizzazione razionale di senso. Il risultato può mostrare delle immagini inquietanti perché rivelatrici di desideri nascosti non censurati, o paure. Ne sono un esempio le immagini ipnagogiche o le allucinazioni uditive del dormiveglia, alle quali molte raffigurazioni surrealiste somigliano. Breton ne lascia un esempio personale:
C'è un uomo tagliato in due dalla finestra .
Tra sogno e veglia aveva udito una voce che accompagnava la percezione dell'immagine descritta. Questo pensiero parlato avrebbe rivelato in questo caso una sua paura di castrazione.
Nell'ultima parte vengono impartiti consigli di diverso genere sotto la luce della poetica di gruppo, ad esempio su come non annoiarsi, come discorrere, scrivere finti romanzi, opinioni sulla morte ed esempi di frasi surrealiste.
Il manoscritto originale è stato battuto all'asta da Sotheby's a Parigi nel maggio 2008, per un valore di circa 500.000 euro.

## Artisti aderenti
Sottoscrivono il manifesto (o come dice Breton «hanno fatto atto di Surrealismo Assoluto»):

Louis Aragon, Jacques Baron, Jacques-André Boiffard, André Breton, Jean Carrive, René Crevel, Joseph Delteil, Robert Desnos,  Paul Éluard, Francis Gérard, Georges Limbour, Georges Malkine, Max Morise, Pierre Naville, Marcel Noll, Benjamin Péret, Gaëtan Picon, Philippe Soupault, Roger Vitrac, Joan Miró.